# Because I Said So
Because I Said So (Brasil: Minha Mãe Quer que Eu Case / Portugal:  Porque Sim!) é um filme estadunidense, lançado em 2 de fevereiro de 2007. No elenco desta comédia estão Diane Keaton, Mandy Moore, Lauren Graham, Piper Perabo, Gabriel Macht, Tom Everett Scott e Stephen Collins, entre outros.

## Sinopse
Diane Keaton representa o papel de uma mãe (Daphne Wilder) capaz de tudo para ajudar as suas filhas: Maggie (representada por Lauren Graham), Milly (representada por Mandy Moore) e Mae (Piper Perabo). Para impedir que sua filha Milly tome decisões equivocadas e sofra as mesmas desilusões românticas que ela sofreu no passado, Daphne decide procurar e arranjar-lhe o marido que considera perfeito para ela. Para tal coloca um anúncio num site de relacionamentos pela internet, mas a filha não está de acordo com conselhos e comportamentos da mãe.

## Elenco
- Diane Keaton .... Daphne Wilder
- Mandy Moore .... Milly Wilder
- Gabriel Macht .... Johnny Dresden
- Tom Everett Scott .... Jason Grant
- Stephen Collins .... Joe Dresden, pai de Johnny
- Ty Panitz .... Lionel Dresden, filho de Johnny
- Lauren Graham .... Maggie Wilder-Decker
- Colin Ferguson .... Derek Decker, marido de Maggie
- Piper Perabo .... Mae Wilder
- Matt Champagne .... Eli, marido de Mae
- Zachary Gordon .... Little Arthur (sem créditos)

## Recepção da crítica
Because I Said So tem recepção negativa por parte da crítica especializada. Com tomatometer de 5% em base de 155 críticas, o Rotten Tomatoes publicou um consenso: “Excessivamente dependente de caricaturas e sem qualquer visão humana, Because I Said So é uma bagunça cheias de clichês sem graça”. Tem 66% de aprovação por parte da audiência, usada para calcular a recepção do público a partir de votos dos usuários do site. No Metacritic o filme tem uma pontuação de 26 de 100 com base em críticas de 30 críticos. William Booth, do Washington Post, classificou-o como o pior filme de 2007.
A atuação de Diane Keaton no filme lhe rendeu uma indicação ao Prêmio Framboesa de Ouro de Pior Atriz.